# Comune di Herlev
Il comune di Herlev è un comune danese situato nella regione di Hovedstaden. Capoluogo e sede amministrativa è la cittadina omonima.
Situato circa 10 km a nordovest di Copenaghen, con i suoi 12 km² è il terzo comune più piccolo della Danimarca in termini di superficie.
Originariamente composto da due centri abitati, Herlev e Hjortespring che ormai risultano uniti e costituiscono il 99,9% della popolazione del comune.
Nel 1966 il comune di Herlev fece realizzare un documentario, dal titolo Det var engang to landsbyer, per testimoniare vari aspetti della vita del passato della cittadina e descriverne lo sviluppo urbanistico.
Le prime informazioni sul villaggio di Herlev risalgono al XIV secolo, ma il comune fu istituito solo nel 1909, quando fu staccato da Gladsaxe.
L'ospedale di Herlev con 120 m è l'edificio più alto della Danimarca.